# Симфонія № 4 (Сібеліус)
Симфонія № 4 ля мінор op. 63 — симфонія Яна Сібеліуса, завершена 1911 року. Вперше виконана 3 квітня 1911 року Гельсінським філармонічним оркестром під орудою автора. Перший аудіозапис здійснив фінський диригент Роберт Каянус 1930 року.

## Структура
1. Tempo molto moderato, quasi adagio
2. Allegro molto vivace
3. Il tempo largo
4. Allegro